# Wymowa beznosówkowa
Wymowa beznosówkowa – gwarowa wymowa w języku polskim, w której samogłoskę nosową zastępuje odpowiadająca jej ustna. Na przykład „wziety” lub „przysiega”. Wymowy beznosówkowej nie wyzbył się na przykład Jan Kochanowski, który używał jej często w swoich utworach.